# Dogs (manga)
DOGS (狗 -DOGS- o también ドッグス doggusu?, literalmente, Perros) es un manga creado por Shirow Miwa, el cual cuenta con dos protosecuelas: DOGS y un one-shot titulado DOGS/Hardcore Twins. Actualmente DOGS/Bullets & Carnage está siendo publicado a través de la revista Ultra Jump a partir del 2005. También se han publicado otro one-shot y un CD de drama en 2007.

## Trama
DOGS se desarrolla en un escenario distopico, un mundo sin ley y de violencia extrema, que aparentemente está en una edad de hielo y en el que aún se encuentran los vestigios de "la edad dorada" (gente con los genes alterados artificialmente o con capacidades sobrehumanas). La historia se centra en cuatro protagonistas que viven en una ciudad subterránea sobre otra ciudad y su relación con un piso inferior a esa ciudad conocido como el inframundo. También en la ciudad de arriba se muestra que hay una especie de obelisco pero (según Bado) nadie sabe nada de él.

## Personajes

### Personajes principales
Haine Rammsteiner (ハイネ・ラムシュタイナー Haine Ramushutainā?)
Es un joven albino, normalmente llamado el "peliblanco", y que posee una espina dorsal "cerberus" especial, esta le da la capacidad de regenerar cualquier herida en cuestión de segundos, además de una gran fuerza y agilidad, la única cicatriz que el de hecho tiene es un collar de metal fundido a la parte trasera de su cuello, la única prueba de que le implantaron esta espina. Poco recuerda de su pasado antes de que fuese sido sujeto de experimentos, y carga consigo el trauma de haber asesinado a su "hermana" luego en un ataque de ira. Debido a esto, no puede estar muy cerca de las mujeres, e incluso enloquece cuando alguna lo toca. La única excepción es Nill, una pequeña niña mutante a la cual salvó. El también tiene otra personalidad a la que Giovanni llama el "perro negro" y que al parecer es extremadamente violenta y sanguinaria. Como arma utiliza una pistola automática Mauser M712 blanca (conectada con una cadena a la funda) y una Luger P08 negra. Comúnmente trabaja junto a Bado, realizando pedidos y encargos de la Abuela Liza.
- Seiyū en el CD de drama: Sakurai Takahiro

Badou Nails (バドー・ネイルズ Badō Neiruzu?)
Compañero de Haine, comúnmente llamado el "parche", es un investigador privado (o al menos eso dice ser), aunque al parecer también trabaja en alguna clase de tienda donde se venden dulces, de cabello anaranjado largo y tal como dice su seudónimo, lleva un ojo parchado. Se desconoce como perdió este ojo, pero en su lugar tiene una gran cicatriz. Es un fumador empedernido, y al pasar mucho tiempo sin tener nicotina, enloquece, normalmente baleando a todo quien se le cruce. Posiblemente su adicción fue heredada de su hermano mayor, aunque este le decía que este era un mal hábito que el no debía imitar de él. Bado también tiene una cicatriz en su mano derecha (tanto en la palma como en la parte de arriba) que cada tanto mira, aunque se desconoce (al igual que la herida de su ojo) como se la hizo o que significado tiene para el. Utiliza como arma un par de subfusiles Ingram MAC-11. Comúnmente trabaja junto a Haine, realizando pedidos y encargos de la Abuela Liza.
- Seiyū en el CD de drama: Akira Ishida

Naoto Fuyumine (ふゆみね なおと o también 冬峰 直刀 Fuyumine Naoto?)
Una joven chica hábil con las espadas. De cabello oscuro y tez clara, desconoce todo lo que sucedió antes de la violenta muerte de sus padres, e incluso olvido su nombre. Agonizando, es rescatada por el hombre al que cree el asesino y el cual se convierte en su mentor, que, tras llamarla Naoto, le enseña el arte de las espadas. Tras su muerte, Naoto va en la busca del verdadero asesino y del cual sólo sabe que comparte el mismo nombre y la misma clase de espada con la que le hizo una enorme cicatriz en forma de "x" en el torso. Utiliza como arma una Katana heredada de su mentor, Fuyumine y una daga.
- Seiyū en el CD de drama: Itou Shizuka

Mihai Mihaeroff (ミハイ Mihai?)
Es un asesino retirado, que, a pesar de su apariencia adulta, posee gran agilidad y habilidades de pelea. Posee barba corta y un largo cabello rubio canoso. En el pasado estuvo enamorado de una prostituta, la cual fue brutalmente asesinada por Ian, de quien había sido mentor, y, de cierta forma, un padre. También se ve involucrado con Bado cuando este se ve atrapado en un problema con uno de los jefes de la mafia. Usa un par de M1911.
- Seiyū en el CD de drama: Akio Ohtsuka

### Personajes Secundarios
Bishop (ビショップ Bishoppu?)u Obispo en español, a veces también llamado el Pastor (牧師?)
Es el único sacerdote a cargo de una antigua Iglesia, en la cual acoge a Badou y Haine constantemente. Sufre de ceguera aunque probablemente puede usar Ecolocalización, y está a cargo de Nill, a la cual viste con vestidos estilo Gothic Lolita, estilo con el cual está obsesionado. Utiliza una espada dentro de un bastón. Parece conoce que a Angelica y el inframundo bastante bien. Su verdadero nombre es Ernest Rammsteiner (アーネスト・ラムシュタイナー Ānesuto Ramushutainā?), y es el "número uno" ya que fue también modificado como Haine, el primero en haberlo sido al parecer y tiene un collar de cerberus en su cuello.
- Seiyū en el CD de drama: Toshihiko Seki

Nill (ニル Niru?)
Es una niña mutada de 14 años, que posee un par de alas en su espalda, por lo cual es llamada "ángel" por algunos. Fue salvada por Haine de un grupo de mafiosos. Es muda, por lo cual poco se sabe de ella.
- Seiyū en el CD de drama: Mamiko Noto

Giovanni (ジョヴァンニ Jovanni?)
"Hermano" de Haine, al cual adora molestar con la muerte de Lily. Al pelear los dos, Giovanni demuestra tener las mismas habilidades que Haine y el mismo collar que él tiene en el cuello. Según dice él (al igual que Lily y los otros niños con el "cerberus") también fue "destrozado" por Haine, también parece que sufría de ceguera u otra clase de enfermedad de la vista ya que dice que:"le hubiera encantado ver la sangre de Lily con estos nuevos ojos" además se muestra que tiene unas cicatrices cerca de los ojos. Siempre usa unos anteojos de insecto y lleva un corte tipo taza. Pelea usando un par de Walthers P38.
- Seiyū en el CD de drama: Shigeru Nakahara

Lily (リリィ Ririi?)
La "hermana" menor de Haine a quien el mató en un ataque de locura. Ella también compartía los poderes y el comportamiento psicótico de Haine.
- Seiyū en el CD de drama: Rina Satō

Kiri (キリ Kiri?)
Una ex-prostituta que ahora dirige el Buon Viaggio. Es cercana a Mihai pero no se sabe hasta donde llega su relación.
- Seiyū en el CD de drama: Oohara Sayaka

Milena Teslawska (ミレーナ Mirēna?)
Prostituta de quien Mihai estaba enamorado. Fue asesinada por Ian.
- Seiyū en el CD de drama: Kaya Matsutani

Mimi (ミミ Mimi?)
Una detective privada que conoce a Bado, ella le introduce a Mihai cuando él está huyendo de unos mafiosos.
- Seiyū en el CD de drama: Ryōko Shiraishi

Ian (イアン Ian?)
Hijo de un jefe mafioso, el cual nunca conoció el amor de un padre y que fue enviado con Mihai para que le enseñara como transformarse en un asesino. Mato a Milena, no porque la odiara o le desagradara sino porque pensaba que ella lo alejaría de Mihai, a quien él consideraba su verdadero padre.
- Seiyū en el CD de drama: Kōji Yusa
- Seiyū (como niño) en el CD de drama: Rina Satō

Fuyumine (ふゆみね o también 冬峰 Fuyumine?)
Padre adoptivo de Naoto, a quien el entreno el arte de la espada. Naoto pensaba que él era el asesino de sus padres, pero Magato le dice que el verdadero asesino lleva su nombre, luego de matarlo.
- Seiyū en el CD de drama: Rikiya Koyama

Magato (曲刀 Magato?)
Un hombre que vivía junto con Naoto y Fuyumine. Intento violar a Naoto pero fue detenido por Fuyumine. Luego de matar a Fuyumine y contarle la verdad sobre el asesino a Naoto, lucha con esta y pierde, aunque después de mucho tiempo, aparece como un vagabundo del Submundo (Capítulo 28 del Manga) y, más adelante, aparece nuevamente como una especie de "cazarrecompensas" (Capítulo 33 del Manga).
- Seiyū en el CD de drama: Takeshi Kusao

Domino Bordoune (ドミノ・ボルドゥネ Domino Borudoune?)
Jefe mafioso a quien Bado descubrió y fotografió mientras realizaba su "hobbie" sado-masoquista. Por esto su familia perseguía a Bado. Luego fue atrapado por Luki & Noki.
- Seiyū en el CD de drama: Tomomichi Nishimura

Melvin Scrooge (メルヴィン・スクルージ Meruvin Sukurūji?)
Un proxeneta que quería prostituir a Nill pero fue asesinado por Haine.
- Seiyū en el CD de drama: Kazuya Nakai

Liza (リザ Riza?)
Una anciana mutada que varias veces da trabajo a Bado y Haine. También parece tener conocimiento de las actividades de Fuyumine.
Luki & Noki (ルキ&ノキ Ruki & Noki?)
Un par de gemelas cazarrecompensas, "hermanas" de Haine. A pesar de su dulce y tierna apariencia, tratan la vida como un simple juego. Visten ropas combinadas la una con la de la otra, con vestidos rosado y negro (con un pom pom como si fuera la cola de un conejo), calcetas en los mismos tonos y un par de gorros imitando orejas de conejo. Otro rasgo característico es que ambas sufren de Heterocromía, cada una en el ojo opuesto de la otra. Al igual que Hanie y Giovanni, poseen una espina "cerberus". Luki (generalmente vestida de negro) utiliza un gran cuchillo con la mano izquierda, mientras arroja algunos más pequeños con la otra. Por otro lado, Noki (generalmente vestida de rosado) utiliza una Ametralladora con la mano derecha.
Campanella Freuling (カンパネルラ・フリューリング Kanpanerura Furyūringu?)
Mujer que lleva la misma clase de Katana que Naoto y a quien responden Luki, Noki y Giovanni. También dirige un grupo al que ella llama sus "perros de caza", todos ellos utilizan Katanas y tienen cascos parecidos a la cabeza de un perro. Es la asesina de los padres de Naoto (debido a que Naoto reconcio sus ojos, además se nota que el ataque al pecho en forma de X parece ser su marca) y también parece estar buscando venganza.
Angelica Einstellsehn (アンジェリカ・アインシュテルゼン Anjerika Ainshuteruzen?)
La "madre" de Haine, Lily y Giovanni. Ella es la persona que les puso una espina dorsal especial "cerberus". Sufre de Polidactilia.

## Adaptaciones
- DOGS/Stray dogs howling in the dark: El primer tomo lanzado en 2000-2001 que presentó a los personajes principales, sus historias y a la mayoría de los personajes secundarios.
- DOGS/Hardcore Twins: Un one-shot que presentó a las gemelas Luki & Noki, mientras capturan a un exmafioso.
- DOGS/Bullets & Carnage: La nueva seralización empezada en 2005 en el Ultra Jump, que va por el tercer tomo, esta continua las historias de los personajes principales.
- MMMWorks Annex Feat. Bado Nails: Un one-shot publicado en 2007 que muestra a Bado en un día común.
- DOGS Drama CD: CD de drama lanzado el 22 de octubre de 2007 por sueisha, que presenta el tomo original en audio.